# 自由党 (イギリス)
自由党（じゆうとう、英語: The Liberal Party）は、かつて存在したイギリスの自由主義政党。

## 概説
古典的自由主義を掲げ、自由貿易・小さな政府を支持する政党であった。20世紀に入ってからは社会自由主義的な政策を掲げる政党に次第に変化した。
1910年代までは二大政党の一角であったが、1918年の総選挙で大敗したことをきっかけに小政党に転落し、1988年に社会民主党と合併して消滅した。

## 歴史
前身は「ホイッグ党」で、旧カニング派、急進派との合流により1830年頃、後に知られる自由党の原型が成立した。
その後、1840年代に保守党からピール派が合流。自由党はこれら諸派の連合した政党としての性格を持つ。1859年の第2次パーマストン内閣の成立を一つの契機として、正式に自由党が成立したと考えられている。
1920年代までは「保守党」と二大政党制を形成し、多くの首相を輩出した。
労働党の勢力拡大に伴って次第に勢力が衰退し、小政党に甘んじることになった。1957年には庶民院議員数が5人まで減り、「タクシーの後部座席で会議ができる」と言う冗談が言われていた。
1970年代からは多少党勢が回復したものの、保守党・労働党の二大政党勢力には到底及ばない議席数しか得られなかった。
1983年から労働党右派の議員が離党して結成した社会民主党と選挙連合を組み、共同のマニフェストを掲げて選挙戦を戦った。この同盟は1987年まで続いた後、1988年に自由党と社会民主党の合併という形で発展的に解消した。合併後の名称は社会自由民主党（Social and Liberal Democrats）であったが、1989年10月に自由民主党（Liberal Democrats）と改称し現在に至っている。なお、社会民主党との合併反対派は、新たに「自由党」を結成、現在でも地方議会では活動している。

## 自由党のリーダー一覧

### 貴族院（1859年 - 1916年）
- 第2代グランヴィル伯爵グランヴィル・ジョージ・ラソン＝ゴア（1859年 - 1865年）
- 初代ラッセル伯爵ジョン・ラッセル（1865年 - 1868年）
- 第2代グランヴィル伯爵グランヴィル・ジョージ・ラソン＝ゴア（1868年 - 1891年）
- 初代キンバリー伯爵ジョン・ウッドハウス（1891年 - 1894年）
- 第5代ローズベリー伯爵アーチボルド・フィリップ・プリムローズ（1894年 - 1896年）
- 初代キンバリー伯爵ジョン・ウッドハウス（1896年 - 1902年）
- 初代リポン侯爵ジョージ・ロビンソン（1902年 -　1908年）
- 初代クルー侯爵ロバート・クルー＝ミルンズ（1908年 - 1916年）

### 庶民院（1859年 - 1916年）
- 第3代パーマストン子爵ヘンリー・ジョン・テンプル（1859年 - 1865年）
- ウィリアム・グラッドストン（1865年 - 1875年）
- 第8代デヴォンシャー公爵スペンサー・キャヴェンディッシュ（1875年 - 1880年）
- ウィリアム・グラッドストン（1880年 - 1894年）
- ウィリアム・ヴァーノン・ハーコート（1894年 - 1899年）
- ヘンリー・キャンベル＝バナマン（1899年 - 1908年）
- ハーバート・ヘンリー・アスキス（1908年 - 1916年）

### 党首（1916年 - 1988年）
- ハーバート・ヘンリー・アスキス（1916年 - 1926年）
  - ドナルド・マクリーン（代行、1919年 - 1922年）
- デイヴィッド・ロイド・ジョージ（1926年 - 1931年）
- ハーバート・サミュエル（1931年 - 1935年）
- アーチボルド・シンクレア（1935年 - 1945年）
- クレメント・デイヴィーズ（1945年 - 1956年）
- ジョゼフ・グリモンド（1956年 - 1967年）
- ジェレミー・ソープ（1967年 - 1976年）- ソープ事件の結果党首辞任を余儀なくされた。
- ジョゼフ・グリモンド（1976年）
- デイヴィッド・スティール（1976年 - 1988年）

## 自由党出身の首相
- パーマストン子爵ヘンリー・ジョン・テンプル
- ラッセル伯ジョン・ラッセル
- ウィリアム・グラッドストン
- ローズベリー伯ローズベリー伯アーチボルド・フィリップ・プリムローズ
- ヘンリー・キャンベル・バナマン
- ハーバート・ヘンリー・アスキス
- デビッド・ロイド・ジョージ